# Панкратије Тавроменијски
Панкратије Тавроменијски је ранохришћански мученик и светитељ, рођен у 1. веку.

## Биографија
Свети мученик Панкратије је рођен у Антиохији у време Исуса Христа. Чувши за чуда која је чинио Исус Христ његови родитељи пожелели су да га лично виде и заједно са својим сином Панкратијем боравили су у Јерусалиму, где су упознали лично Исуса и апостола Петра. Након вазнесења Господњег крстио се заједно са родитељима у Антиохији. Након тога апостол Петар га је у договору с апостолом Павлом поставио за епископа града Тавроменије на Сицилији. Тамо је Панкратије крстио и превео у хришћанство велики број тамошњих грађана.
По црквеном предању свети Панкратије успео је да одбрани град од напасника излазећи са свештенством и часним крстом пред нападачи, који су се након тога окомили један на другог и међусобно поубијали. 
Недуго након тога страдао је тако што је убијен камењем од стране пагана. Његове свете Мошти чувају се у Риму.
Православна црква га прославља 9. јула по јулијанском календару.